# Bundesverfassung der Vereinigten Staaten von Mexiko von 1857

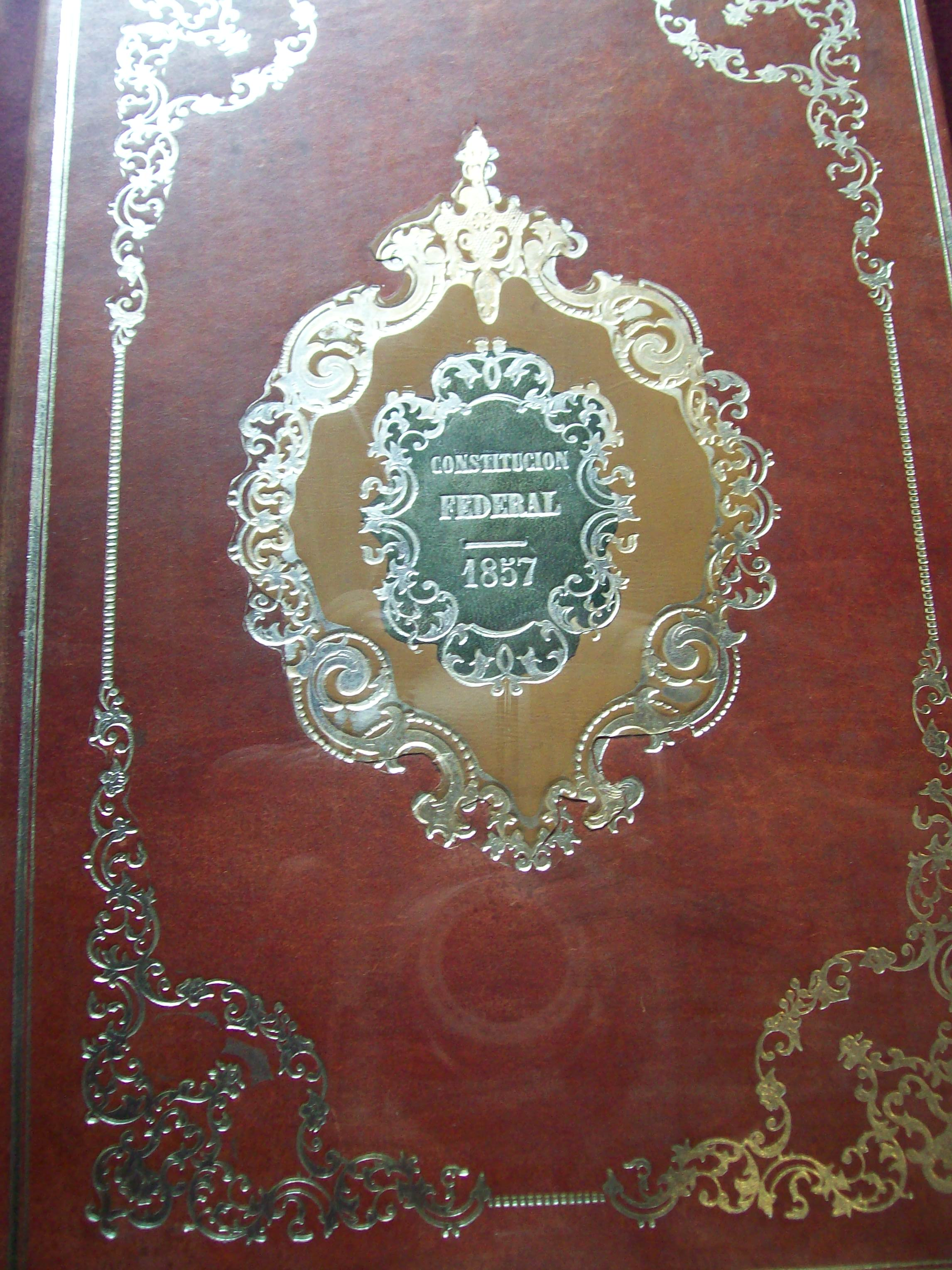
Titel der Bundesverfassung der Vereinigten Staaten von Mexiko von 1857, verfasst von 1856 bis 1857, Original: Museo Nacional de las Intervenciones. Sie ersetzte die vom Congreso Constituyente de México 1821 1824 erlassene Verfassung.

Die Bundesverfassung der Vereinigten Staaten von Mexiko von 1857 war eine liberale Verfassung für Mexiko.

## Entstehung
Die Verfassung wurde durch einen Verfassungskonvent 1857 während der Präsidentschaft von Ignacio Comonfort verfasst. Der Konvent wurde am 5. Februar 1857 vereidigt.

## Inhalt
Die Verfassung begründet die individuellen Rechte der mexikanischen Staatsbürger, Meinungsfreiheit, Versammlungsfreiheit und die Freiheit Waffen zu tragen. Sie bekräftigte erneut die Abschaffung der Sklaverei, der Schuldhaft, grausamer Strafen, Folter, weitgehend der Todesstrafe und der Binnenzölle. Sie verbot Adelstitel, Monopole und erbliche Ämter und richtete sich damit auch gegen eine übliche Praxis eines Teils der Oligarchie, erbliche Rechte aus dem Feudalsystem der Kolonialzeit durchzusetzen wie auch gegen das System des Ejido, das den Handel mit Immobilien hemmte.
Manche Bestimmungen richteten sich gegen die Interessen der römisch-katholischen Kirche, wie das Prinzip des Laizismus. Das kirchliche Bildungsmonopol wurde ebenso abgeschafft wie die Rechtsprechung nach dem Kirchenrecht im Handelsrecht.
Der Senat wurde abgeschafft und ein Einkammernparlament eingeführt.

## Gegner
Die Opposition gegen die liberale Verfassung formierte sich in der konservativen Partei.
Der Konflikt um die Verfassung polarisierte die mexikanische Gesellschaft und wurde im Guerra de Reforma und der zweiten französischen Intervention zwischen Liberalen und Konservativen gewalttätig ausgetragen.